# Resultados do Carnaval de Vitória em 2024
Nesta página estão apontados os resultados do Carnaval de Vitória em 2024. Os desfiles no Sambão do Povo aconteceram nos dias 2, 3 e 4 de fevereiro.
A Mocidade Unida da Glória foi a campeã do Grupo Especial, conquistando seu 9º título na elite do Carnaval Capixaba, com o enredo sobre o pintor Homero Massena.
A Independentes de Boa Vista foi vice-campeã com um desfile sobre o município capixaba Viana. A Imperatriz do Forte venceu o Grupo A, retornando ao Grupo Especial em 2025 após realizar 2 carnavais na segunda divisão. A Rosas de Ouro levou o título do Grupo B.
O Desfile das Campeãs do Carnaval de Vitória, evento que seria inédito no Espírito Santo, foi cancelado pouco antes do início da apuração das notas do Grupo Especial do carnaval capixaba. A Liga Independente das Escolas de Samba do Grupo Especial informou que a decisão foi tomada após deliberação de todos os presidentes das sete escolas do Grupo Especial, motivada pelas avarias das alegorias na dispersão e uma grande perda das fantasias. 

## Grupo Especial
O desfile do Grupo Especial (primeira divisão) foi organizado pela LIESGE e realizado no Sambão do Povo, a partir das 22 horas no dia 3 de fevereiro de 2023.

### Ordem dos desfiles
Seguindo o regulamento do concurso, a primeira escola a desfilar no sábado de carnaval foi a penúltima colocada do Grupo Especial do ano anterior (Novo Império); enquanto a última escola a desfilar foi a campeã do Grupo A no ano anterior (Pega no Samba). A campeã do Carnaval 2023, Mocidade Unida da Glória, pode escolher sua posição de desfile e optou ser a quarta a desfilar. A posição de desfile das demais escolas foi definida através de sorteio realizado no dia 24 de setembro de 2023, na quadra da MUG.
| Sábado (03/02/2024) |
| 1. Novo Império 2. Unidos de Jucutuquara 3. Independente de Boa Vista 4. Mocidade Unida da Glória 5. Chegou O Que Faltava 6. Unidos da Piedade 7. Pega no Samba |

### Classificação
A Mocidade Unida da Glória (MUG) é a grande campeã do carnaval capixaba 2024. A escola de Vila Velha homenageou o pintor Homero Massena, mineiro com alma capixaba, expoente do impressionismo. 
| Legenda: Campeã Rebaixada ao Grupo A |

| Col. | Escola                     | Enredo                                                                      | Pontos |
| ---- | -------------------------- | --------------------------------------------------------------------------- | ------ |
| 1    | Mocidade Unida da Glória   | Massena: Um Olhar em Aquarela                                               | 179,6  |
| 2    | Independentes de Boa Vista | Viana Divinamente Brasileira                                                | 179,2  |
| 3    | Unidos da Piedade          | Quilombo Piedade                                                            | 178,7  |
| 4    | Chegou O Que Faltava       | Bravo! Abram-se as cortinas, o Glória em cena                               | 178,1  |
| 5    | Unidos de Jucutuquara      | Gassho: Caminhos de sabedoria                                               | 177,4  |
| 6    | Novo Império               | Espírito Guerreiro Ancestral - Barra de São Francisco: A Sentinela Capixaba | 177,0  |
| 7    | Pega no Samba              | Pérolas do Deserto                                                          | 175,2  |

### Premiações
| Prêmios 2024       | Desfile do Ano           | Melhor Enredo | Melhor Samba-Enredo | Bateria                  | Melhor Comissão de Frente | Melhor Intérprete    | Revelação    | Melhor Ala Musical | Melhor Ala de Baianas | Melhor Casal         | Melhor Ala de Passistas | Melhor Rainha de Bateria | Melhor Harmonia          | Melhor Alegoria          | Melhor Conjunto de Fantasias | Melhor Musa               | Melhor Ala Coreografada | Melhor 2° Casal      |
| ------------------ | ------------------------ | ------------- | ------------------- | ------------------------ | ------------------------- | -------------------- | ------------ | ------------------ | --------------------- | -------------------- | ----------------------- | ------------------------ | ------------------------ | ------------------------ | ---------------------------- | ------------------------- | ----------------------- | -------------------- |
| Prêmios Feras      | Jucutuquara              | Piedade       | Piedade             | -                        | Jucutuquara               | Xumbrega (Boa Vista) | Jorge Miguel | Boa Vista          | Chegou O Que Faltava  | Chegou O Que Faltava | Piedade                 | Nathy Messias (Piedade)  | Mocidade Unida da Glória | Mocidade Unida da Glória | Mocidade Unida da Glória     | Amanda Virgino (Mocidade) | -                       | -                    |
| Trófeu Capixabices | Mocidade Unida da Glória | -             | Piedade             | Mocidade Unida da Glória | Mocidade Unida da Glória  | -                    | -            | Pega no Samba      | Chegou O Que Faltava  | Piedade              | Jucutuquara             | Rayane Rosa              | Boa Vista                | Chegou O Que Faltava     | Chegou O Que Faltava         | -                         | Boa Vista               | Chegou O Que Faltava |

## Grupo A
O desfile do Grupo A (segunda divisão) foi organizado pela Lieses e realizado no Sambão do Povo, a partir das 22 horas no dia 2 de fevereiro de 2024.

### Classificação
O Grêmio Recreativo e Escola de Samba Imperatriz do Forte foi o campeão do Grupo A dos desfiles das escolas de samba do Carnaval de Vitória. A escola de Vitória fez um resgate das histórias e cultura do bairro Forte São João, trazendo elementos tradicionais da comunidade como o remo do Clube Saldanha da Gama. 
| Legenda: Promovida ao Grupo Especial Rebaixada ao Grupo B |

| Col. | Escola                        | Enredo                                                               | Pontos |
| ---- | ----------------------------- | -------------------------------------------------------------------- | ------ |
| 1    | Imperatriz do Forte           | Nascido em berço forte, para sempre um eterno aprendiz               | 179,0  |
| 2    | Mocidade da Praia             | Mangue - A Origem da Vida                                            | 177,7  |
| 3    | Andaraí                       | As Histórias que VoVó Contava (Reedição 1991)                        | 177,6  |
| 4    | Independentes de São Torquato | De Salvador ecoa o canto de alegria e a festa na capital da Bahia    | 177,2  |
| 5    | Independente de Eucalipto     | Baixo Guandu - Pelo Mar E Nos Trilhos da Economia O Progresso Se Fez | 176,7  |
| 6    | Império de Fátima             | Benzê. Benditas Benzedeiras                                          | 175,8  |
| 7    | Unidos de Barreiros           | Guarapari - O Paraíso É Aqui                                         | 175,7  |

## Grupo B
A Rosas de Ouro foi a grande campeã do Grupo B do Carnaval Capixaba. A escola da Serra apresentou na avenida um enredo sobre a preservação do meio ambiente, cultura e tradição. 

### Classificação
| Legenda: Promovida ao Grupo Especial Rebaixada ao Grupo B |

| Col. | Escola                 | Enredo                                                                           | Pontos |
| ---- | ---------------------- | -------------------------------------------------------------------------------- | ------ |
| 1    | Rosas de Ouro          | Gente Floresta                                                                   | 178,7  |
| 2    | Tradição Serrana       | Toda Forma de Amor Vale A Pena                                                   | 177,2  |
| 3    | União Jovem de Itacibá | Maria Ortiz - Uma Heroína Capixaba                                               | 176,8  |
| 4    | Chega Mais             | Na Batida Mais Quente: O Ritmo da Vida                                           | 175,8  |
| 5    | Mocidade Serrana       | Na Terra do Abacaxi, Toquei Com As Mãos O Carnaval. O Eldorado de Sérgio Vidigal | 172,5  |